# حسين فاضلي
حسين فاضلي (12 يونيو 1993 بإيران - ) هو لاعب كرة قدم إيراني في مركز الهجوم. شارك مع منتخب إيران تحت 20 سنة لكرة القدم. أما مع النوادي، فقد لعب مع نادي سباهان أصفهان ونادي فجر شهيد سباسي.

## روابط خارجية
- حسين فاضلي على موقع قاعدة بيانات كرة القدم.إي يو (الإنجليزية)
- حسين فاضلي على موقع Soccerway.com (الإنجليزية)